# اورتیدا
اورتیدا یک راسته منقرض شده از بازوپایان است که در دوره کامبرین اولیه ظاهر شد و توسط اردویسین بسیار متنوع شد و در دریاهای کم عمق زندگی می‌کردند. اورتیداها قدیمی‌ترین عضو زیرشاخه خرطومچه‌ریختان هستند.